# Strusiowie herbu Korczak

Herb Korczak

Strusiowie z Komorowa herbu Korczak – polski ród szlachecki wywodzący się z Komorowa (dziś – Komarów-Osada) w powiecie zamojskim, pieczętujący się herbem Korczak.

## Historia rodu
Źródła historyczne i dostępna literatura dostarczają informacji o tej rodzinie od momentu przeniesienia się Jana Strusia na Podole w 1484 roku. Prawdopodobnie ród ten powstał jako odgałęzienie Komorowskich o tym samym herbie. 
Członkowie rodu Strusiów należeli do wyższego stanu rycerskiego pełniącego funkcje dowódcze oraz zajmującego ważne stanowiska administracyjne. Brali udział w bitwach toczonych na wschodnich terenach I Rzeczypospolitej
Za ostatniego znanego przedstawiciela tej rodziny uznaje się pułkownika Mikołaja Strusia (1577–1627).

## Przedstawiciele rodu
- Jakub Struś
- Jan Struś
- Jerzy Struś(inne języki)
- Krystyna Strusiówna
- Mikołaj Struś
- Stanisław Struś

## Literatura
- Herbarz polski Kaspra Niesieckiego powiększony dodatkami z późniejszych autorów, rękopismów, dowodów urzędowych / wydany przez Jana Nep. Bobrowicza. T. 8. Lipsk : Breitkopf i Haertel, 1841, s. 538–540.